# Dorylaimoides teres
Dorylaimoides teres är en rundmaskart. Dorylaimoides teres ingår i släktet Dorylaimoides och familjen Leptonchidae. Inga underarter finns listade i Catalogue of Life.